# Gefährliche Gäste
Gefährliche Gäste ist eine deutsche Kriminalfilmkomödie aus dem Jahre 1949 von Géza von Cziffra mit Wolf Albach-Retty, Vera Molnar und Paul Kemp in den Hauptrollen. 

## Handlung
Peter Anders ist ein attraktiver Mann in den besten Jahren, der jedoch deutlich über seine Verhältnisse gelebt hat. Sein Geld verschleudert und nunmehr pleite, bleibt dem nonchalanten Bonvivant nun nichts anderes mehr anderes übrig, als sein letztes Hab und Gut, seine schicke Villa, zum Verkauf anzubieten. Als Peter mehrere Tage außer Haus ist, erfahren drei etwas dümmliche Gelegenheitsganoven – der tumbe Kraftprotz Boxer-Franz, der klapperdürre Taschen-August und der schwerstgewichtige Tango-Poldi – von Peters Abwesenheit und nisten sich augenblicklich im Anders-Haus ein. Dem kauzigen Musiker Amadeus Strohmayer, der auch als Hausverwalter dient, und seiner jungen Nichte Inge gegenüber geben sie vor, Peters Angestellte zu sein. 
Das Gaunertrio, die im Filmtitel angeführten „Gefährlichen Gäste“, glaubt, eine besonders smarte Idee zu haben, der zufolge sie, solange Peter noch aushäusig ist, das Anwesen kurzerhand auf eigene Rechnung veräußern. Doch obwohl Amadeus ein wenig verpeilt und schrullig wirkt, lässt er sich von den drei Halunken nicht so leicht aufs Glatteis führen. Plötzlich taucht dann auch noch Peter wieder auf, und die Geschehnisse werden nun immer verworrener. Peter wollte lediglich nach dem Rechten sehen und ahnt sofort, dass es mit den „gefährlichen Gästen“ nichts Gutes auf sich haben kann. Er gibt sich deshalb kurzerhand als einer der Ihren, sozusagen als vierten Ganoven, aus. Am Ende wandern die drei Schmalspurverbrecher in den Knast, und Peter hat in Inge Strohmayer seine Frau fürs Leben gefunden.

## Produktionsnotizen
Gefährliche Gäste entstand bis zum 5. November 1949 in Hamburg und wurde am 25. Dezember 1949 in Düsseldorf uraufgeführt. Die Berliner Premiere war am 17. Februar 1950.
Gyula Trebitsch hatte die Produktionsleitung, Otto Meissner war Produktionsassistent. Mathias Matthies entwarf die Filmbauten. 
Ludwig Röger, als einer der Ganoven, spielte hier seine letzte Filmrolle. Er starb zwei Tage nach Ende der Dreharbeiten.

## Kritik
Im Lexikon des Internationalen Films heißt es: „Deutsche Nachkriegskomödie mit ausgefahrenem Handlungsschema und mäßigem Unterhaltungswert.“